# Kings Landing
Pour la cité fictive de la série Game of Thrones, voir Port-Réal.
Kings Landing est un village historique situé dans la paroisse de Prince-William, près de Fredericton au Nouveau-Brunswick (Canada). C'est un village fictif, recréant un village anglophone des années 1780 à 1910. Il est constitué principalement d'édifices authentiques, récupérés en grande partie avant l'inondation provoquée par l'ouverture du barrage de Mactaquac, en aval sur le fleuve Saint-Jean.